# Béla Imrédy
Béla Imrédy de Ómoravica (n. 29 decembrie 1891, Budapesta – d. 28 februarie 1946, Budapesta) a fost prim ministru al Ungariei din 1938 până în 1939.
Născut în Budapesta dintr-o familie catolică, Imrédy a studiat dreptul, a fost apoi economist, om de finanțe înainte de fi ministru de finanțe.
Imrédy a fost desemnat în 1928 director al Băncii Naționale. În 1932 a fost desemnat ca ministru de finanțe sub primul ministru fascist Gyula Gömbös. După ce a demisionat în 1935, Imrédy a devenit președintele Băncii Naționale. Orientarea sa pro-britanică l-a ajutat să ajungă în această poziție în timp ce prim-ministru era Kálmán Darányi. Când Darányi a demisionat în mai 1938 Imrédy a fost desemnat de Miklós Horthy ca prim-ministru. Și-a reorientat politica externă, devenind apropiat de Germania și Italia. În 3 februarie 1939 partidul Crucea cu Săgeți în frunte cu Ferenc Szálasi a comis un atentat la Sinagoga de pe strada Dohány (în maghiară Dohány utcai zsinagóga) în urma căruia au rezultat 13 victime.
În 13 februarie 1939 Imrédy a demisionat, iar pe 16 februarie 1939 Pál Teleki a redevenit prim-ministru până în 3 aprilie 1941.
Imrédy a servit armata ungară în 1940, iar în luna octombrie a aceluiași an a înființat partidul pro-fascist și antisemit, „Renașterea Ungariei”. Când trupele naziste au ocupat Ungaria în 1944 a fost propus de Edmund Veesenmayer ca prim-ministru în locul lui Miklós Kállay. Miklós Horthy nu a fost de acord cu această numire și l-a desemnat pe Döme Sztójay. Imrédy a devenit ministru de economie în mai 1944 în guvernul Sztójay, dar a fost forțat să demisioneze în august 1944. După ce trupele germane au ieșit din Ungaria, Imrédy a fost arestat, judecat drept criminal de război pentru colaborarea cu naziștii, condamnat și executat în 28 februarie 1946 la Budapesta, în pușcaria numită Marko.